# Nagari Koto Tangah
Nagari Koto Tangah is een bestuurslaag in het regentschap Agam van de provincie West-Sumatra, Indonesië. Nagari Koto Tangah telt 16.523 inwoners (volkstelling 2010).